# Alvise Cadamosto

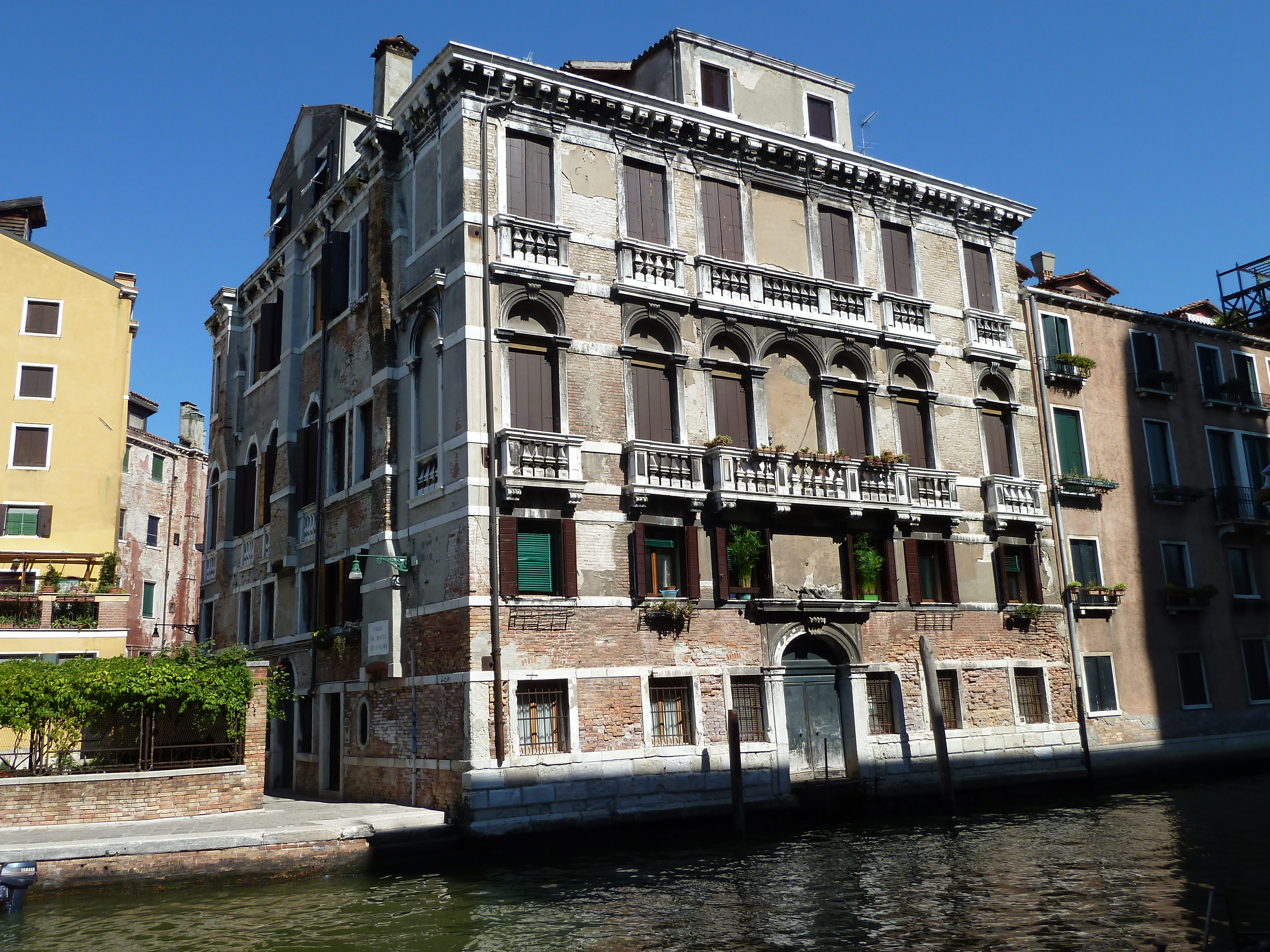
La Ca' da Mosto le long du canal de Cannaregio à Venise.

Alvise Cadamosto, ou Alvide da Ca' da Mosto, également connu en portugais sous le nom de Luís Cadamosto ou Luigi Cada-Mosto, né vers 1429 à Venise et mort le 18 juillet 1488 dans la même ville, est un navigateur vénitien engagé par le prince portugais Henri le Navigateur pour conduire des explorations le long des côtes de l'Afrique à l'ère des Grandes découvertes.

## Biographie
Alvise Cadamosto naquit  l'aîné de quatre frères et deux sœurs, à la Ca' da Mosto, le palais familial situé au bord du Grand Canal qui lui donne son nom. Ses parents, Giovanni Da Mosto et Giovanna di Matteo (fille de Matteo) Querini, s'étaient mariés en 1428. Entre 1442 et 1448, il participa aux entreprises d'Andrea Barbarigo, notamment avec son cousin Andrea aux côtes Barbaresques en 1445 et à Candia (Crète) l'année suivante.
Le 26 juillet 1451, il fut élu noble archer sur les galères d'Alexandrie sous le commandement d'Alvise Contarini, à bord desquelles il quitta Venise le 6 septembre la même année. En juin 1452, il embarqua sur des galères des Flandres sous Stefano Trevisan pour revenir un an plus tard avant de repartir en aout 1454, avec sons frère Antonio, sous le commandement de Marco Zen. De forts vents le font dériver au cap Saint-Vincent, où il se fait engager par Henri le Navigateur.
Au service de la couronne portugaise, il explore la côte africaine de l'océan Atlantique (actuel Sénégal). Le 22 mars 1455, il partit en son premier voyage au service de la couronne portugaise, à Madère et aux îles Canaries.Il explora également le fleuve Gambie, mais rentra en Europe lorsqu'il découvrit l'hostilité des indigènes, en décembre 1455. Lors de son second voyage, en 1456, il fut l'un des premiers Européens à atteindre les îles du Cap-Vert. Cette fois-ci, l'exploration du fleuve Gambie fut pacifique. Il rencontra le chef Batimansa (Batimaussa) et fit du commerce avec la population locale. Il continua son voyage jusqu'au delta du rio Geba, mais, incapable de communiquer avec la population locale, il décida de rentrer en Portugal.
Le 1er février de 1463 ou 1464 (à Venise l'année commençait le 1er mars), il quitta la presqu'île Ibérique et, en 1466, il épousa Elisabetta Venier. Le mariage resta sans descendance. En 1481, il fit son dernier voyage marin, encore une fois sur les galères d'Alexandrie, mais en commandant.

## Journal de voyage
Au cours des années 1460, Cadamosto rédigea, en vénitien, son journal de voyage, sous le titre I paesi nuovamente ritrovati et nuovo mondo, qui fut édité à Milan en 1507-1508 sous le titre de Navigatio ad terras ignotas. La version latine de ce texte fut publiée dans le recueil de Simon Grynaeus, Novus orbis regionum ac insularum veteribus incognitarum à Paris en 1532. Ce fut l'un des best-sellers géographiques de la Renaissance. Frédérique Verrier en a fait une édition récente.

## Sources
- (en) Cet article est partiellement ou en totalité issu de l’article de Wikipédia en anglais intitulé « Alvise Cadamosto » (voir la liste des auteurs).